# Classic Loire Atlantique 2011
La Classic Loire Atlantique 2011, dodicesima edizione della corsa e valida come evento dell'UCI Europe Tour 2011 categoria 1.1, si svolse il 19 marzo 2011 su un percorso di 184,8 km. Fu vinta dall'olandese Lieuwe Westra, che giunse al traguardo con il tempo di 4h31'45", alla media di 40,802 km/h.
Partenza con 128 ciclisti, dei quali 82 portarono a termine la gara.

## Squadre e corridori partecipanti
| N.    | Cod. | Squadra                     |
| ----- | ---- | --------------------------- |
| 1-8   | SAU  | Saur-Sojasun                |
| 11-18 | ALM  | AG2R La Mondiale            |
| 21-28 | SBS  | Saxo Bank-Sungard           |
| 31-38 | VCD  | Vacansoleil-DCM             |
| 41-48 | BSC  | Bretagne-Schuller           |
| 51-58 | COF  | Cofidis, le Crédit en Ligne |
| 61-68 | EUC  | Team Europcar               |
| 71-78 | FDJ  | FDJ                         |
| 81-88 | CJR  | Caja Rural                  |

| N.      | Cod. | Squadra                        |
| ------- | ---- | ------------------------------ |
| 91-98   | LAN  | Landbouwkrediet                |
| 101-108 | SKS  | Skil-Shimano                   |
| 111-118 | CSM  | Team SpiderTech powered by C10 |
| 121-128 | TSV  | Topsport Vlaanderen-Mercator   |
| 131-138 | VWA  | Verandas Willems-Accent        |
| 141-148 | AUB  | BigMat-Auber 93                |
| 151-158 | LPM  | La Pomme Marseille             |
| 161-168 | RLM  | Roubaix-Lille Métropole        |

## Ordine d'arrivo (Top 10)
| Pos. | Corridore         | Squadra         | Tempo    |
| ---- | ----------------- | --------------- | -------- |
| 1    | Lieuwe Westra     | Vacansoleil     | 4h31'45" |
| 2    | Bert Scheirlinckx | Landbouwkrediet | a 2"     |
| 3    | Yohan Cauquil     | La Pomme Mar.   | a 9"     |
| 4    | Toms Skujiņš      | La Pomme Mar.   | a 16"    |
| 5    | Sergej Lagutin    | Vacansoleil     | a 22"    |
| 6    | Anthony Geslin    | FDJ             | s.t.     |
| 7    | Frédéric Amorison | Landbouwkrediet | s.t.     |
| 8    | Laurent Mangel    | Saur-Sojasun    | s.t.     |
| 9    | Arnoud van Groen  | Verandas Will.  | s.t.     |
| 10   | Thomas Voeckler   | Europcar        | s.t.     |